# Pfarrerausbildung (EKD)
Die Pfarrerausbildung innerhalb der Evangelischen Kirche in Deutschland (EKD) nutzt das Modell der zweistufigen Ausbildung ihrer Theologen. Man unterscheidet zwischen dem Studium der evangelischen Theologie und dem kirchlichen Vorbereitungsdienst (Vikariat). Das Studium ist an den Evangelisch-Theologischen Fakultäten sowie an einigen Kirchlichen Hochschulen möglich und wird in der Regel mit dem Ersten Theologischen Examen abgeschlossen. Dieses liegt in der Verantwortung der jeweiligen evangelischen Landeskirche. Prüfer sind aber in der Regel die an den jeweiligen Theologischen Fakultäten lehrenden habilitierten Hochschullehrer. Daneben gibt es auch die Möglichkeit, das Theologiestudium mit einem Diplom abzuschließen. Auf das Vikariat folgt das Zweite Theologische Examen (pro ministerio). Darauf folgen die Ordination und die Einführung in eine Pfarrstelle, sowie häufig die Begründung eines öffentlich-rechtlichen Dienstverhältnisses, welches in Anlehnung an das Beamtenrecht ausgestaltet ist, aber auf einen Diensteid verzichtet.

## Aufbau des Studiums
Im ersten Teil des Studiums (Grundstudium), der mit einer Zwischenprüfung abgeschlossen wird, stehen die für die Lektüre der Bibel sowie der kirchengeschichtlichen Texte bis zur Neuzeit wichtigen Sprachen Hebräisch, Griechisch und Latein im Mittelpunkt, soweit sie nicht vor Studienbeginn erlernt wurden. Hinzu kommen das Einüben wissenschaftlichen Arbeitens, insbesondere der Exegese, die Lektüre wesentlicher Quellentexte und Veranstaltungen, die einen Überblick über das Fach vermitteln. An das Grundstudium schließt sich das Hauptstudium an, das traditionell unter anderem durch die Veranstaltungsform des Hauptseminars geprägt ist. Das Studium der evangelischen Theologie ist in Folge des Bologna-Prozesses modularisiert, das heißt, die einzelnen Lehrveranstaltungen gehören jeweils zu Modulen.
Das eigentliche Studium besteht traditionell aus fünf Hauptfächern. 
Das Fach Altes Testament beschäftigt sich mit den alttestamentlichen Texten in hebräischer und aramäischer Sprache, ihrer Entstehungsgeschichte, ihrer Auslegung sowie ihrem Kontext in der Geschichte Israels und der altorientalischen Religionsgeschichte. Das Fach Neues Testament beschäftigt sich mit den neutestamentlichen Texten, ihrer Auslegungsgeschichte und heutigen Auslegbarkeit. Kirchen- und Theologiegeschichte fragen nach Entwicklungen der letzten 2000 Jahre und ihren Deutungsansätzen. Die Systematische Theologie mit den Disziplinen Dogmatik und Ethik entwickelt im Dialog mit den Geisteswissenschaften eine systematische Ordnung. Die Praktische Theologie ist in Liturgik, Seelsorge (Poimenik, Pastoraltheologie), Religionspädagogik, Homiletik (Predigtlehre), Oikodomik/Kybernetik und Diakonik untergliedert.
Im Einzelnen sieht die Struktur des Theologiestudiums an jeder Hochschule etwas anders aus. Über gemeinsame Grundzüge des Studiums verständigen sich die Fakultäten auf dem Theologischen Fakultätentag, der seine Beschlüsse, die allerdings nicht juristisch bindend sind, auf einer eigenen Webseite veröffentlicht.

## Vikariat
Der genaue Ablauf des Vikariats ist in den verschiedenen Gliedkirchen der EKD unterschiedlich geregelt. Meist besteht das Vikariat aus einer Praxisphase in der Gemeinde, die vom örtlichen Gemeindepfarrer als Mentor begleitet wird, und aus einer Theoriephase im Predigerseminar, die das Erlebte reflektiert. Schwerpunkt während des Vikariats ist die praktische Ausbildung in allen Bereichen der Gemeindearbeit, vor allem Gottesdienste und Kasualien, Seelsorge und Konfirmandenunterricht.